# АТН (Харьков)
АТН («Агентство Телевидения „Новости“») — харьковская телекомпания, основанная в августе 1993 года.

## История
Агентство Телевидения «Новости» было основано в августе 1993 года. АТН занималось производством региональных новостей для местных телеканалов, информационных репортажей и программ для общенациональных телеканалов.
С 1993 по 2000 год Новости АТН выходили в эфир региональной телекомпании «Simon», с 1995 года ежедневные новости делались и для телеканала «Орион».
В 1997 году АТН получило лицензию на собственное вещание на 7 ТВК в г. Харькове, на котором начали выходить программы АТН, деля эфирное время с телекомпанией «Тонис-Центр» (ныне «7 канал»). К этому времени АТН трансформировалось в полноценную телевизионную компанию, которая помимо ежедневных выпусков новостей для разных телеканалов города, производило ежедневное ток-шоу и десяток еженедельных информационных и тематических программ.
С 2000 года АТН ежедневно производит выпуски новостей и авторские программы для четырёх харьковских телеканалов — «7 канал» (до 2009), «А/ТВК» (с 2009), «Фора», «Фаворит-новости» (закрыты в 2015 году) и ведёт собственное вещание на 7 ТВК.
В сентябре 2011 года телеканалы «Фора» и «Фаворит» прекратили трансляции Новостей АТН, а сама телекомпания вместе с телеканалами «А/ТВК» и «Фора» была лишена телевизионного эфира по политическим мотивам (телеканал «Фора» позже возобновил вещание в ноябре 2011 года, но вскоре прекратил его вместе с телеканалом «Фаворит» в 2015 году из-за истечения срока лицензии). Официальной версией отключения от эфира, стало надуманное требование санэпидемстанции о необходимости наличия санитарного паспорта на вещание. Призывы правозащитных организаций и ОБСЕ к украинским властям, о восстановлении вещания АТН были проигнорированы. Почти четыре года АТН продолжало делать ежедневные телевизионные выпуски новостей, которые размешались в сети Интернет и в Крыму (с 2012 по 2013 год Новости АТН выходили на Чёрноморской ТРК). И лишь после Евромайдана и бегства бывшего Президента Украины Виктора Януковича, в конце февраля 2014 года телевизионное вещание АТН было восстановлено.
8 апреля 2014 года офис АТН был захвачен пророссийскими активистами. В результате были повреждены оборудование и аппаратура телекомпании. За повреждение имущества АТН был осуждён до 8 лет член харьковского Антимайдана Сергей Юдаев, освобождённый после приговора по амнистии в зале суда.
На сегодняшний день АТН является старейшим телевизионным агентством Харькова, которое ежедневно делает выпуски «Новостей АТН» и производит ежедневное ток-шоу «Отражение», которые транслируются на одноименном телеканале и «А/ТВК», который также возобновил своё вещание в апреле 2014 года.
Согласно социологическим следованиям, проведённым компанией «Фактум Групп» по заказу Независимой Ассоциации Вещателей (НАМ) в 2017 году в Харькове, телекомпания АТН пользуется абсолютным доверием среди харьковчан, и занимает первое место в рейтинге телесмотрения среди местных каналов (15%).
Офис телеканала пострадал вследствие попадания российской ракеты утром 6 октября 2023 года.

## Программы
Помимо новостей, АТН производит авторские программы и ток-шоу (до 2011 года):
- «Отражение» — полчаса разговора в эфире с гостем в студии.
- «Особое мнение» — дискуссионный проект в форме теледебатов.
- «Европейские студии» — программа о европейских ценностях, о новых основах внешней политики и конструкции безопасности Украины.
- «В фокусе» — цитаты и видео событий без купюр и комментариев.
- «НЕ Секретные материалы» — о работе харьковских правоохранителей и спасателей.
- «АТН-Спорт Итоги» — ежедневный обзор наиболее значимых харьковских, всеукраинских и международных спортивных событий.
- «Сinеманія» — программа о кино и новинках экрана.
- «TV-Каталог» — телемагазин.

Из программ в эфире АТН с 2014 года остались программа «Отражение» и цитаты и видео событий без купюр и комментариев «В фокусе».

## Вещание
Официально канал вещал на 7 ТВК в Харькове с 0:50 до 6:50 каждый день (до 2021 года). Выпуски Новостей АТН и программы «Отражение» также ежедневно транслируются на телеканале А/ТВК, на сайте atn.ua и на канале АТН в YouTube.